# Les Meilleurs Récits de Unknown
Les Meilleurs Récits de Unknown est une anthologie de nouvelles publiées dans le magazine de fantasy américaine Unknown. Cette anthologie, éditée par Jacques Sadoul, regroupe quelques-uns des meilleurs textes de fantasy de ce genre particulier qu'est la littérature de pulp. On y retrouve quelques noms très célèbres, parmi lesquels Fritz Leiber ou Lyon Sprague de Camp. Édité en poche chez J'ai lu ce volume rassemble des textes publiés entre 1939 et 1942.

## Contenu
(Présentées dans l'ordre original de l'ouvrage)
1. Hier c'était lundi, de Theodore Sturgeon (Yesterday was monday - 1941)
2. Armageddon, de Fredric Brown (Armageddon - 1941)
3. Régime sec, de H. L. Gold (Trouble with Water - 1939)
4. Ces gens-là, de Robert A. Heinlein (They - 1941)
5. Pleine Lune, de Manly Wade Wellman (When it Was Moonlight - 1940)
6. Un mec préhisto, de Lyon Sprague de Camp (The Gnarly Man - 1939)
7. Le Psychormorphe, de E.A. Grosser (Psychomorph - 1941)
8. La Cape, de Robert Bloch (The Cloak - 1939)
9. La Colline et le Trou, de Fritz Lieber (The Hill and the Hole - 1942)
10. Profession : demi-dieu, de Nelson S. Bond (Occupation : Demigod - 1941)
11. La Troisième Porte, de Henry Kuttner (Threshold - 1940)

## Référence de l'anthologie
- Jacques Sadoul présente Les Meilleurs Récits de Unknown, Éditions J'ai lu, 1976. Traduction de Michel Deutsch. Introduction et commentaires avant chaque nouvelle de Jacques Sadoul.

## Source bibliographique
- Fiction n°286, critique de Dominique Douay[1]